# Olivier de Sutton

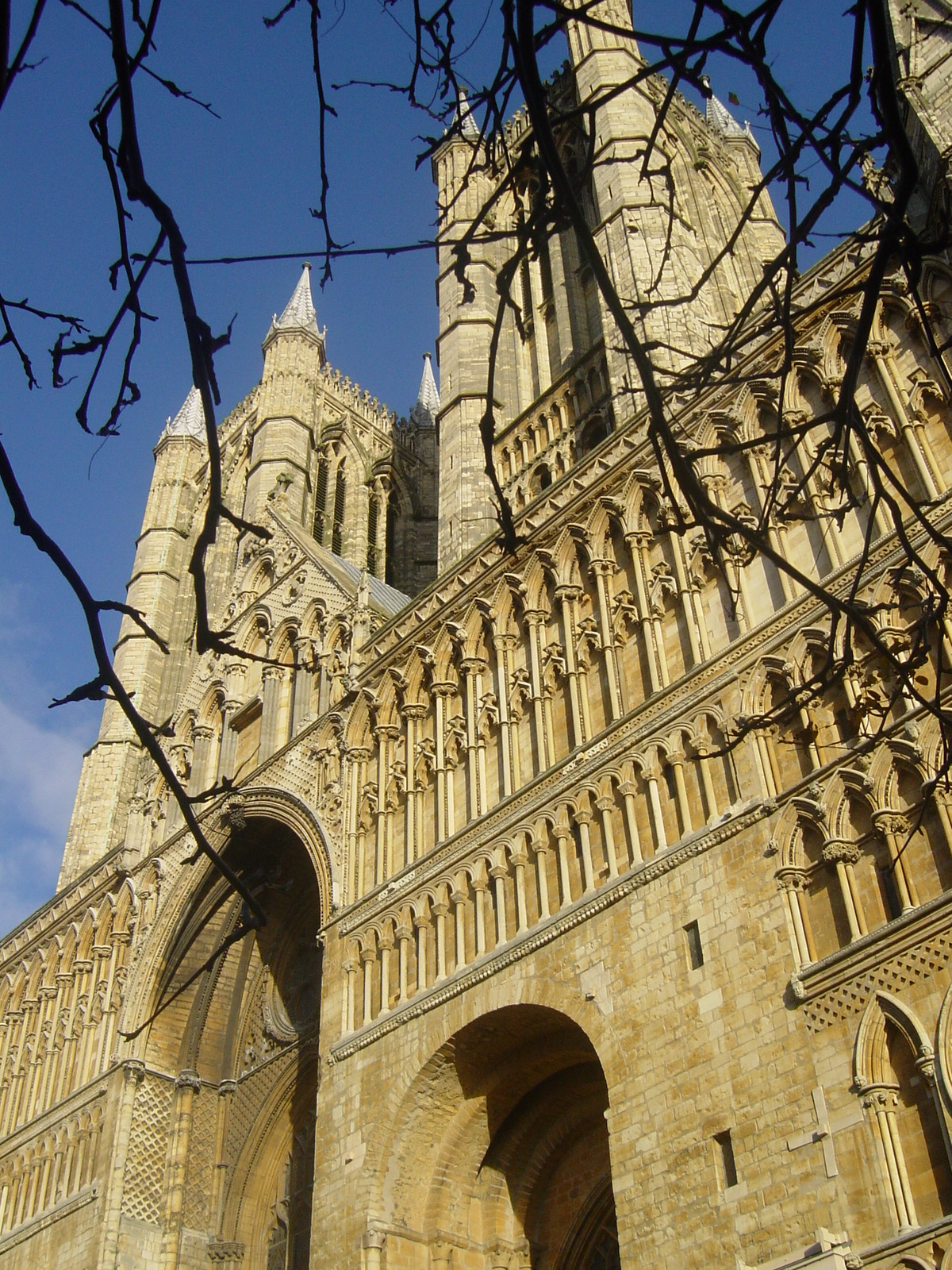
La cathédrale de Lincoln, siège d'Olivier de Sutton

Olivier de Sutton, Olivier Sutton, (1219-1299), fut évêque de Lincoln.

## Biographie
Il est issu d'une famille anglo-normande de la région de Nottingham. Il était le fils de Rowland Sutton et d'Elisabeth de Lexington dont un des frères, Étienne de Lexington, était abbé de Clairvaux, fondateur du Collège des Bernardins. Olivier  de Sutton fit ses études à Oxford. En 1280, il devint évêque de Lincoln et consacra sa vie à son diocèse. 

### Sources
- A.B. Emden, A Biographical register of the University of Oxford, II (Oxford, 1958)